# Lutte aux Jeux olympiques d'été de 2020
Navigation
Rio de Janeiro 2016 Paris 2024
Les épreuves de lutte aux Jeux olympiques d'été de 2020 devaient se dérouler au Makuhari Messe de Chiba, près de Tokyo au Japon, du 2 au 8 août 2020, et ont finalement eu lieu aux mêmes dates en 2021. Il s'agit de la 28e apparition de la lutte aux Jeux olympiques modernes.

## Organisation

### Désignation du pays hôte
Le 23 mai 2012, le Comité international olympique sélectionne trois villes candidates, qui sont les trois villes ayant demandé à organiser les Jeux olympiques. Il s'agit d'Istanbul, Madrid et Tokyo.
Le 7 septembre 2013, lors de la 125e session du CIO à Buenos Aires, les membres du Comité élisent Tokyo lors du second tour du scrutin, avec 60 voix sur 96 votants.

### Lieu de la compétition

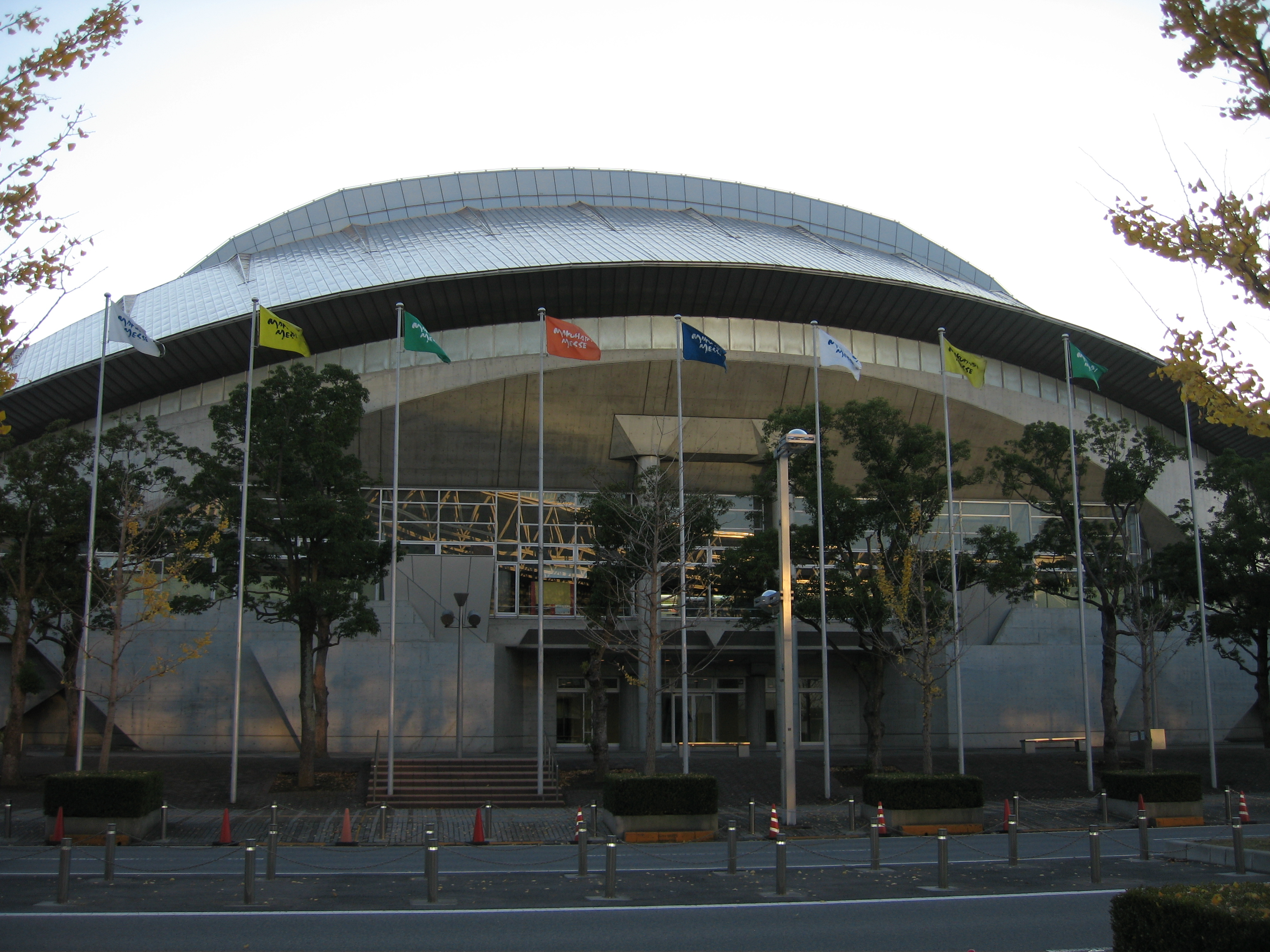
Le Makuhari Messe de Chiba.

Le palais des congrès du Makuhari Messe, situé dans la ville de Chiba à une quarantaine de kilomètres au Sud-Est de Tokyo, a été construit en 1986 et inauguré le 9 octobre 1989. Il se compose de onze halls d'exposition pour une superficie totale de près de 79 000 m2 et accueille régulièrement concerts et autres évènements tels que le Tokyo Auto Salon ou le Tokyo Game Show.

### Calendrier
Tous les événements ont lieu lors de deux sessions par jour, une le matin et une le soir.
| ⅛ | 1/8e de finale | ¼ | Quarts de finale | ½ | Demi-finales | R | Repêchages | F | Finale |

| Date →                            | 1 | 1 | 1 | 2 | 2 | 2 | 3 | 3 | 3 | 4 | 4 | 4 | 5 | 5 | 5 | 6 | 6 | 6 | 7 | 7 |
| Épreuve ↓                         | M | M | S | M | M | S | M | M | S | M | M | S | M | M | S | M | M | S | M | S |
| --------------------------------- | - | - | - | - | - | - | - | - | - | - | - | - | - | - | - | - | - | - | - | - |
| Gréco-romaine - Moins de 60 kg    | ⅛ | ¼ | ½ | R | R | F |   |   |   |   |   |   |   |   |   |   |   |   |   |   |
| Gréco-romaine - Moins de 67 kg    |   |   |   |   |   |   | ⅛ | ¼ | ½ | R | R | F |   |   |   |   |   |   |   |   |
| Gréco-romaine - Moins de 77 kg    |   |   |   | ⅛ | ¼ | ½ | R | R | F |   |   |   |   |   |   |   |   |   |   |   |
| Gréco-romaine - Moins de 87 kg    |   |   |   |   |   |   | ⅛ | ¼ | ½ | R | R | F |   |   |   |   |   |   |   |   |
| Gréco-romaine - Moins de 97 kg    |   |   |   | ⅛ | ¼ | ½ | R | R | F |   |   |   |   |   |   |   |   |   |   |   |
| Gréco-romaine - Moins de 130 kg   | ⅛ | ¼ | ½ | R | R | F |   |   |   |   |   |   |   |   |   |   |   |   |   |   |
| Libre masculine - Moins de 57 kg  |   |   |   |   |   |   |   |   |   | ⅛ | ¼ | ½ | R | R | F |   |   |   |   |   |
| Libre masculine - Moins de 65 kg  |   |   |   |   |   |   |   |   |   |   |   |   |   |   |   | ⅛ | ¼ | ½ | R | F |
| Libre masculine - Moins de 74 kg  |   |   |   |   |   |   |   |   |   |   |   |   | ⅛ | ¼ | ½ | R | R | F |   |   |
| Libre masculine - Moins de 86 kg  |   |   |   |   |   |   |   |   |   | ⅛ | ¼ | ½ | R | R | F |   |   |   |   |   |
| Libre masculine - Moins de 97 kg  |   |   |   |   |   |   |   |   |   |   |   |   |   |   |   | ⅛ | ¼ | ½ | R | F |
| Libre masculine - Moins de 125 kg |   |   |   |   |   |   |   |   |   |   |   |   | ⅛ | ¼ | ½ | R | R | F |   |   |
| Libre féminine - Moins de 50 kg   |   |   |   |   |   |   |   |   |   |   |   |   |   |   |   | ⅛ | ¼ | ½ | R | F |
| Libre féminine - Moins de 53 kg   |   |   |   |   |   |   |   |   |   |   |   |   | ⅛ | ¼ | ½ | R | R | F |   |   |
| Libre féminine - Moins de 57 kg   |   |   |   |   |   |   |   |   |   | ⅛ | ¼ | ½ | R | R | F |   |   |   |   |   |
| Libre féminine - Moins de 62 kg   |   |   |   |   |   |   | ⅛ | ¼ | ½ | R | R | F |   |   |   |   |   |   |   |   |
| Libre féminine - Moins de 68 kg   |   |   |   | ⅛ | ¼ | ½ | R | R | F |   |   |   |   |   |   |   |   |   |   |   |
| Libre féminine - Moins de 76 kg   | ⅛ | ¼ | ½ | R | R | F |   |   |   |   |   |   |   |   |   |   |   |   |   |   |

## Médaillés

### Gréco-romaine
| Épreuves        | Or                   | Argent           | Bronze                   |
| --------------- | -------------------- | ---------------- | ------------------------ |
| Hommes          |                      |                  |                          |
| Moins de 60 kg  | Luis Orta            | Kenichiro Fumita | Walihan Sailike          |
| Moins de 60 kg  | Luis Orta            | Kenichiro Fumita | Sergei Emelin            |
| Moins de 67 kg  | Mohammad Reza Geraei | Parviz Nasibov   | Frank Stäbler            |
| Moins de 67 kg  | Mohammad Reza Geraei | Parviz Nasibov   | Mohamed Ibrahim El-Sayed |
| Moins de 77 kg  | Tamas Lorincz        | Akzhol Makhmudov | Shohei Yabiku            |
| Moins de 77 kg  | Tamas Lorincz        | Akzhol Makhmudov | Rafig Huseynov           |
| Moins de 87 kg  | Zhan Beleniuk        | Viktor Lőrincz   | Denis Kudla              |
| Moins de 87 kg  | Zhan Beleniuk        | Viktor Lőrincz   | Zurab Datunashvili       |
| Moins de 97 kg  | Musa Evloev          | Artur Aleksanyan | Tadeusz Michalik         |
| Moins de 97 kg  | Musa Evloev          | Artur Aleksanyan | Mohammad Hadi Saravi     |
| Moins de 130 kg | Mijaín López         | Iakob Kajaia     | Rıza Kayaalp             |
| Moins de 130 kg | Mijaín López         | Iakob Kajaia     | Sergey Semenov           |

### Libre
| Épreuves        | Or                   | Argent                       | Bronze                 |
| --------------- | -------------------- | ---------------------------- | ---------------------- |
| Hommes          |                      |                              |                        |
| Moins de 57 kg  | Zaur Uguyev          | Ravi Kumar                   | Nurislam Sanayev       |
| Moins de 57 kg  | Zaur Uguyev          | Ravi Kumar                   | Thomas Gilman          |
| Moins de 65 kg  | Takuto Otoguro       | Haji Aliyev                  | Gadzhimurad Rashidov   |
| Moins de 65 kg  | Takuto Otoguro       | Haji Aliyev                  | Bajrang Punia          |
| Moins de 74 kg  | Zaurbek Sidakov      | Mahamedkhabib Kadzimahamedau | Kyle Dake              |
| Moins de 74 kg  | Zaurbek Sidakov      | Mahamedkhabib Kadzimahamedau | Bekzod Abdurakhmonov   |
| Moins de 86 kg  | David Taylor         | Hassan Yazdani               | Artur Nayfonov         |
| Moins de 86 kg  | David Taylor         | Hassan Yazdani               | Myles Amine            |
| Moins de 97 kg  | Abdulrashid Sadulaev | Kyle Snyder                  | Reineris Salas         |
| Moins de 97 kg  | Abdulrashid Sadulaev | Kyle Snyder                  | Abraham Conyedo        |
| Moins de 125 kg | Gable Steveson       | Geno Petriashvili            | Amir Hossein Zare      |
| Moins de 125 kg | Gable Steveson       | Geno Petriashvili            | Taha Akgül             |
| Femmes          |                      |                              |                        |
| Moins de 50 kg  | Yui Susaki           | Sun Yanan                    | Mariya Stadnik         |
| Moins de 50 kg  | Yui Susaki           | Sun Yanan                    | Sarah Hildebrandt      |
| Moins de 53 kg  | Mayu Mukaida         | Pang Qianyu                  | Vanesa Kaladzinskaya   |
| Moins de 53 kg  | Mayu Mukaida         | Pang Qianyu                  | Bat-Ochiryn Bolortuyaa |
| Moins de 57 kg  | Risako Kawai         | Iryna Kurachkina             | Helen Maroulis         |
| Moins de 57 kg  | Risako Kawai         | Iryna Kurachkina             | Evelina Nikolova       |
| Moins de 62 kg  | Yukako Kawai         | Aisuluu Tynybekova           | Iryna Koliadenko       |
| Moins de 62 kg  | Yukako Kawai         | Aisuluu Tynybekova           | Taybe Yusein           |
| Moins de 68 kg  | Tamyra Mensah-Stock  | Blessing Oborududu           | Alla Cherkasova        |
| Moins de 68 kg  | Tamyra Mensah-Stock  | Blessing Oborududu           | Meerim Zhumanazarova   |
| Moins de 76 kg  | Aline Rotter Focken  | Adeline Gray                 | Zhou Qian              |
| Moins de 76 kg  | Aline Rotter Focken  | Adeline Gray                 | Yasemin Adar           |

## Tableau des médailles
- Pays organisateur ( Japon)

| Rang | Nation       | Or | Argent | Bronze | Total |
| ---- | ------------ | -- | ------ | ------ | ----- |
| 1    | Japon        | 5  | 1      | 1      | 7     |
| 2    | ROC          | 4  | 0      | 4      | 8     |
| 3    | États-Unis   | 3  | 2      | 4      | 9     |
| 4    | Cuba         | 2  | 0      | 1      | 3     |
| 5    | Iran         | 1  | 1      | 2      | 4     |
| 5    | Ukraine      | 1  | 1      | 2      | 4     |
| 7    | Hongrie      | 1  | 1      | 0      | 2     |
| 8    | Allemagne    | 1  | 0      | 2      | 3     |
| 9    | Chine        | 0  | 2      | 2      | 4     |
| 10   | Biélorussie  | 0  | 2      | 1      | 3     |
| 10   | Kirghizistan | 0  | 2      | 1      | 3     |
| 12   | Géorgie      | 0  | 2      | 0      | 2     |
| 13   | Azerbaïdjan  | 0  | 1      | 2      | 3     |
| 14   | Inde         | 0  | 1      | 1      | 2     |
| 15   | Arménie      | 0  | 1      | 0      | 1     |
| 15   | Nigeria      | 0  | 1      | 0      | 1     |
| 17   | Turquie      | 0  | 0      | 3      | 3     |
| 18   | Bulgarie     | 0  | 0      | 2      | 2     |
| 19   | Égypte       | 0  | 0      | 1      | 1     |
| 19   | Italie       | 0  | 0      | 1      | 1     |
| 19   | Kazakhstan   | 0  | 0      | 1      | 1     |
| 19   | Mongolie     | 0  | 0      | 1      | 1     |
| 19   | Ouzbékistan  | 0  | 0      | 1      | 1     |
| 19   | Pologne      | 0  | 0      | 1      | 1     |
| 19   | Saint-Marin  | 0  | 0      | 1      | 1     |
| 19   | Serbie       | 0  | 0      | 1      | 1     |